# Best of 00–10
Best of 00–10 är ett samlingsalbum av den brittiska electropopgruppen Ladytron, utgivet den 28 mars 2011 på Nettwerk. Det innehåller remastrade låtar från gruppens samtliga album åren 2001 - 2010, vilket inkluderar 604 (2001), Light & Magic (2002), Witching Hour (2005) och Velocifero (2008). Förutom tidigare utgivet material finns även två helt nya låtar: singeln "Ace of Hz" och Death in June-covern "Little Black Angel".
Albumet släpptes även i deluxe edition med en tillhörande bonusskiva samt en 80-sidors fotobok.

## Låtlista
1. "Destroy Everything You Touch" – 4:38
2. "International Dateline" – 4:18
3. "Seventeen" – 4:39
4. "Discotraxx" – 3:51
5. "Tomorrow" – 3:37
6. "Soft Power" – 5:21
7. "Ghosts" – 4:30
8. "Fighting in Built Up Areas" – 4:01
9. "Playgirl" – 3:51
10. "Blue Jeans" – 3:46
11. "Cracked LCD" – 2:33
12. "Deep Blue" – 5:04
13. "Light & Magic" – 3:36
14. "Runaway" – 4:50
15. "The Last One Standing" – 3:13
16. "Little Black Angel" – 3:32
17. "Ace of Hz" – 3:33

### Deluxe Edition bonusskiva
1. "The Reason Why" – 4:13
2. "Whitelightgenerator" – 4:01
3. "Mu-tron" – 2:58
4. "Black Plastic" – 4:17
5. "The Way That I Found You" – 3:29
6. "True Mathematics" – 2:23
7. "High Rise" – 4:56
8. "Black Cat" – 5:08
9. "Another Breakfast With You" – 3:03
10. "USA vs. White Noise" – 2:14
11. "Commodore Rock" – 4:47
12. "Evil" – 5:34
13. "Beauty*2" – 4:25
14. "Season of Illusions" – 4:01
15. "Versus" – 5:43
16. "All the Way" – 4:08